# Поливанов, Василий Петрович
Василий Петрович Поливанов (1830—1885) — путешественник, чиновник Министерства народного просвещения.

## Биография
Происходил из дворян Владимирской губернии. . Родился 9 (21) июля 1830 года, воспитывался в Ришельевском лицее, который окончил в 1849 году со степенью студента и 4 декабря 1849 года начал службу в Санкт-Петербургской комиссариатской комиссии, с прикомандированием к канцелярии Военного министерства. Затем перешёл в Министерство народного просвещения Российской империи — 15 мая 1851 года он был переведён канцелярским чиновником в комитет Правления академии наук, а в 1853 году — в Департамент народного просвещения, и в том же году, 29 июня, был отправлен в качестве рисовальщика в составе ученой экспедиции Л. И. Шренка к восточным берегам Сибири на фрегате «Аврора». Проведя два года в только что возникшем Николаевске-на-Амуре, в 1857 году он возвратился через Сибирь в Петербург, получив за участие в экспедиции орден Св. Анны 3-й степени. Труды этой экспедиции были изданы Академией наук.
С 20 февраля 1857 года В. Поливанов состоял чиновником Археографической комиссии при Департаменте народного просвещения; с 1859 года, кроме этого, состоял чиновником особых поручений при Департаменте народного просвещения; с 18 марта 1867 года — коллежский советник. По поручению Археографической комиссии он занимался разработкою документов, касающихся стрелецкого бунта и изданных А. Н. Труворовым под заглавием «Розыскные дела о Федоре Шакловитом и его сообщниках» (3 т., СПб., 1884, 1885 и 1887 гг.). Кроме этого, он участвовал в разработке документов, относящихся к истории Литвы и Польши и др.
Умер 16 (28) июня 1885 года в Петербурге.